# Truthful Tulliver
Truthful Tulliver er en amerikansk stumfilm fra 1917 af William S. Hart.

## Medvirkende
- William S. Hart
- Alma Rubens som Grace Burton
- Nina Byron som Daisy Burton
- Norbert A. Myles som York Cantrell
- Walter Perry som Silver Lode Thompson